# Хоук Нелсън
„Хоук Нелсън“ е християнска рок група от Питърбъро, Онтарио, Канада.
Групата става много популярна в християнската музика и е номинирана за „Любима нова група“ от CCM Magazine през февруари 2006 година. Печелят 1-во място на VH1 Top 20 Video Countdown с музикално видео The One Thing I Have Left (2006).

## Състав

### Сегашни членове
- Джонатан Стейнгард – вокалист (2012-до наши дни), китарист (2004-до наши дни)
- Даниел Биро – бас китарист (2002-до наши дни)
- Джъстин Бенър – барабанист (2008-до наши дни)

### Бивши членове
- Девин Кларк – китарист (2002 – 2004)
- Арон Тости – барабанист (2005 – 2008)
- Мат Пейдж – барабанист (2002 – 2005)
- Джейсън Дън – вокалист (2002 – 2012)

## Албуми
- Riding Around The Park (2000)
- Saturday Rock Action (2003)
- Letters To The President (2004)
- Smile, It's The End Of The World (2006)
- Hawk Nelson Is My Friend (2008)
- Live Life Loud (2009)
- Crazy Love (2011)
- Made (2013)